# بفرنل (كورنوال)
بفرنل (بالإنجليزية: Bofarnel)‏ هي قرية تقع في المملكة المتحدة في كورنوال.